# Pina Turco
Pina Turco (Torre del Greco, 5 agosto 1984) è un'attrice italiana.

## Biografia
Laureata in Antropologia culturale presso l'Università degli Studi di Roma "La Sapienza", si fa conoscere nella soap Un posto al sole nel ruolo di Maddalena De Luca e in Gomorra - La serie nel ruolo di Debora Di Marzio. Nel 2015 è co-sceneggiatrice del cortometraggio Bellissima Premio David di Donatello per il miglior cortometraggio 2016. Nel 2018 protagonista nel film Il vizio della speranza diretto da Edoardo De Angelis e nel 2020, nella parte di Ninuccia, nel film TV Natale in casa Cupiello con Sergio Castellitto. 

### Vita privata
Nel maggio 2017, in una cerimonia privata a Castel Volturno, Pina Turco s’è sposata con il regista, sceneggiatore e produttore cinematografico Edoardo De Angelis. La coppia ha due figli: Giorgio e Massimo.

## Filmografia

### Cinema
- Un altro mondo, regia di Silvio Muccino (2010)
- Cha cha cha, regia di Marco Risi (2013)
- La parrucchiera, regia di Stefano Incerti (2017)
- Il vizio della speranza, regia di Edoardo De Angelis (2018)
- Fortuna, regia di Nicolangelo Gelormini (2020)

### Televisione
- R.I.S. Roma 2 - Delitti imperfetti, regia di Francesco Micciché – serie TV, episodio 2x01 (2011)
- Un posto al sole, registi vari - soap opera (2013)
- Una grande famiglia 2 - serie TV (2013)
- Gomorra - La serie, registi vari - serie TV (2014-2016)
- Non dirlo al mio capo - serie TV (2016)
- La Compagnia del Cigno, regia di Ivan Cotroneo - serie TV (2019)
- Natale in casa Cupiello, regia di Edoardo De Angelis - film TV (2020)
- La fuggitiva, regia di Carlo Carlei - serie TV (2021)
- Non ti pago, regia di Edoardo De Angelis - film TV (2021)
- La vita bugiarda degli adulti, regia di Edoardo De Angelis –  serie TV (2023)
- La vita che volevi, regia di Ivan Cotroneo – serie TV (2024)

## Riconoscimenti
- David di Donatello[5][3]
  - 2019 – Candidatura alla miglior attrice protagonista per Il vizio della speranza
- Nastri d'argento - Grandi Serie
  - 2023 – Candidatura alla migliore attrice non protagonista per La vita bugiarda degli adulti
- Tokyo International Film Festival[6]
  - 2018 – Miglior attrice per Il vizio della speranza